# Sportåret 2024

## Allmänt
- 26 juli–11 augusti – De 33:e olympiska sommarspelen avgörs Paris.[1]
- 28 augusti–8 september – Paralympiska sommarspelen i Paris.[2]

## Bandy
- 16 mars – Svenska bandyfinalen spelas i ABB Arena i Västerås i Sverige. Villa Lidköping BK blir svenska dammästare genom att vinna finalen mot Västerås SK med 7–4. Villa Lidköping BK blir även svenska herrmästare genom att vinna finalen mot Västerås SK med 7–6 efter förlängning.[3][4]

## Fotboll
- 14 juli
  - Spanien vinner Europamästerskapet för herrar, som spelas i Tyskland, genom att besegra England med 2–1 i finalmatchen på Berlins Olympiastadion.[5]
  - Argentina vinner Copa América, som spelas i USA, genom att besegra Colombia med 1–0 efter förlängning i finalmatchen på Hard Rock Stadium i Miami.[6]
- 5 september – San Marinos herrar vinner sin andra match, mot Liechtenstein med 1–0 i Serravalle, det var även den första match som San Marino vinner på 20 år[7]

## Handboll
- 28 januari – Vid herrarnas Europamästerskap, som spelas i Tyskland med medaljspel i Lanxess Arena i Köln, vinner Frankrike turneringen genom att besegra Danmark med 33–31 i finalmatchen, medan Sverige besegrar Tyskland med 34–31 i matchen om bronsmedaljerna.[8][9]
- 15 december – Vid damernas Europamästerskap, som spelas i Österrike, Ungern och Schweiz med medaljspel i Wiener Stadthalle i Wien i Österrike, vinner Norge turneringen genom att besegra Danmark med 31–23 i finalmatchen, medan Ungern besegrar Frankrike med 25–24 i matchen om bronsmedaljerna.[10][11]

## Hästsport
- 21–25 februari – Göteborg Horse Show.[12]
- 6–14 juli – Falsterbo Horse Show.[13]
- 28 november–1 december – Sweden International Horse Show i Solna.[14]

## Innebandy
- 15 december – Finland vinner herrarnas världsmästerskap, som spelas i Malmö Arena i Malmö i Sverige, genom att besegra Sverige med 5–4 efter förlängning i finalmatchen i Malmö Arena, medan Tjeckien vinner matchen om tredje pris mot Lettland med 8–2.[15][16][17]

## Ishockey
- 5 januari – Vid juniorvärldsmästerskapet, som spelas i Göteborg i Sverige, vinner USA turneringen genom att besegra Sverige med 6–2 i finalmatchen, medan Tjeckien besegrar Finland med 8–5 i bronsmatchen.[18][19]
- 14 januari – Vid U18-Världsmästerskapet, som spelas i Zug i Schweiz, vinner USA turneringen genom att besegra Tjeckien med 5–1 i finalmatchen, medan Kanada besegrar Finland med 8–1 i bronsmatchen.[20]
- 20 februari – Genève-Servette HC från Schweiz vinner Champions Hockey League genom att besegra Skellefteå AIK från Sverige med 3–2 vid finalen, som spelas i Genève i Schweiz.[21]
- 19 mars: Luleå HF blir svenska dammästare genom att besegra Modo Hockey med 4–2 vid den tredje finalmatchen i Coop Norrbotten Arena i Luleå.[22]
- 14 april: Världsmästerskapet för damer, som spelas i New York i New York i USA, vinns av Kanada som besegrar USA med 6–5 efter förlängning, medan Finland besegrar Tjeckien med 3–2 i matchen om tredjepris.[23][24]
- 29 april: Skellefteå AIK blir svenska herrmästare genom att besegra Rögle BK med 2–0 vid den femte finalmatchen i Skellefteå Kraft Arena i Skellefteå.[25]

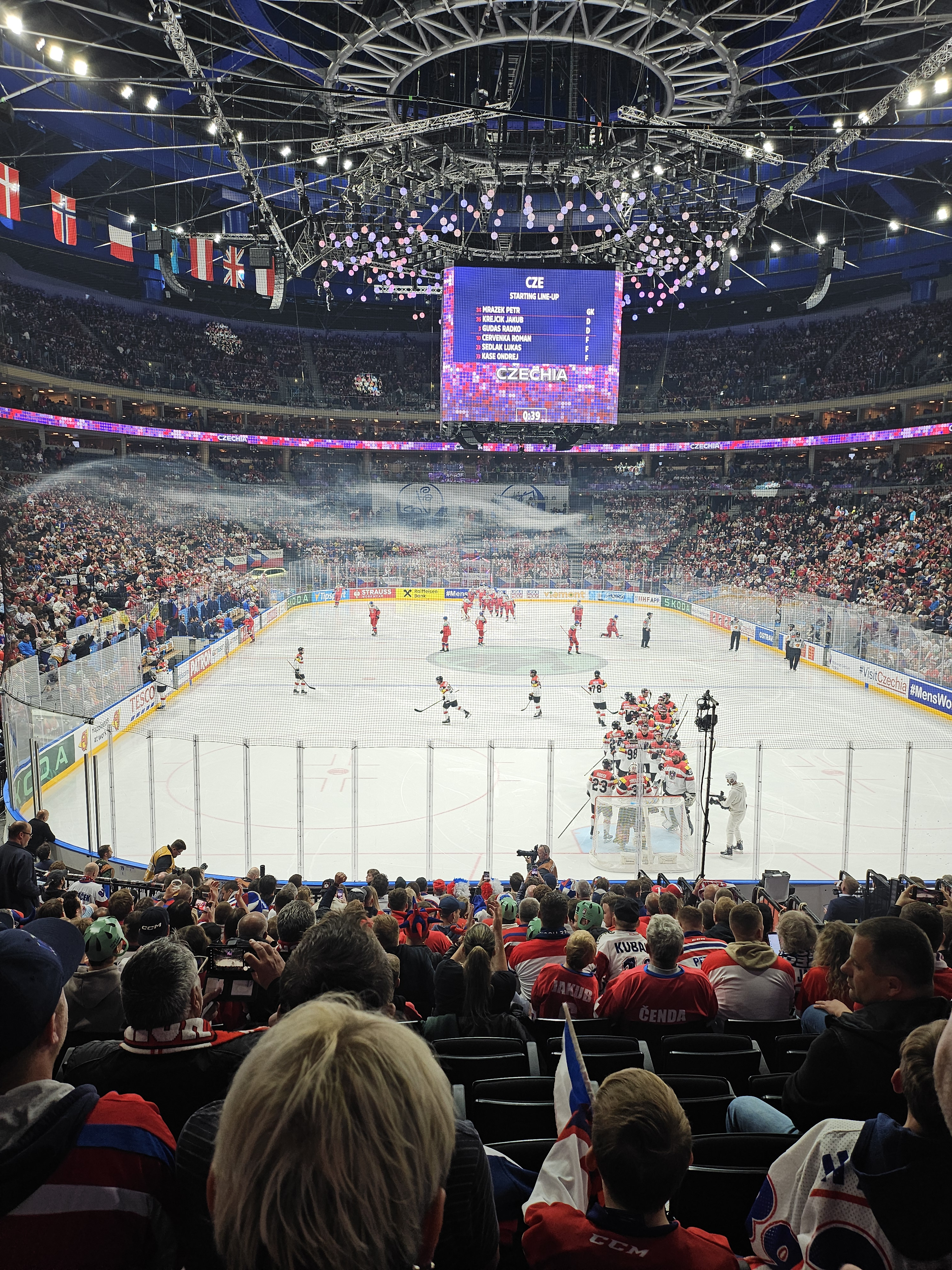
Tjeckien–Österrike i herrarnas världsmästerskap.

- 26 maj – Världsmästerskapet för herrar, som spelas i Prag och Ostrava i Tjeckien, vinns av Tjeckien, som besegrar Schweiz med 2–0 i finalmatchen, medan Sverige besegrar Kanada med 4–2 i matchen om tredjepris.[26][27]
- 24 juni – Florida Panthers vinner Stanley Cup genom att besegra Edmonton Oilers med 2–1 på hemmais i sjunde och avgörande finalen, och vinner därmed finalserien med 4–3 i matcher.[28]

## Längdskidåkning
- 3 mars – Vasaloppet[29], 100.e upplagan

## Motorsport

### Sportvagnsracing
- 16 juni – Antonio Fuoco, Miguel Molina och Nicklas Nielsen vinner Le Mans 24-timmars för Ferrari AF Corse.[30]

## Tennis
- 14–28 januari – Australiska öppna spelas i Melbourne. Damernas singelturnering vinns av Aryna Sabalenka, Belarus, herrarnas av Jannik Sinner, Italien. [31]

## Avlidna
- 5 januari – Mário Zagallo, 92, brasiliansk fotbollsspelare och tränare.[32]
- 7 januari – Franz Beckenbauer, 78, tysk fotbollsspelare och tränare.[33]
- 17 januari – Shawnacy Barber, 29, kanadensisk friidrottare.[34]
- 29 januari – Arne Hegerfors, 81, svensk sportjournalist och TV-programledare.[35]
- 4 februari – Kurt Hamrin, 89, svensk fotbollsspelare.[36][37]
- 4 februari – Göran Hermansson, 49, svensk ishockeyspelare.[38]
- 9 februari – Roland Grip, 83, svensk fotbollsspelare.[39]
- 20 februari – Andreas Brehme, 63, västtysk och sedermera tysk fotbollsspelare och fotbollstränare.[40]
- 23 februari – Wilson Fittipaldi, 80, brasiliansk racerförare.[41]
- 10 april – O. J. Simpson, 76, amerikansk fotbollsspelare och skådespelare.[42]
- 8 augusti – Boo Ahl, 54, svensk ishockeymålvakt.[43]
- 26 augusti – Sven-Göran "Svennis" Eriksson, 76, svensk fotbollsspelare och tränare.[44]
- 29 augusti – Johnny Gaudreau, 31, amerikansk ishockeyspelare
- 18 december – Per-Olof Ejendal, 75, svensk företagsledare och ishockeysponsor.[45][46]